# Toosa glaucopiformis
Toosa glaucopiformis is een vlinder uit de familie venstervlekjes (Thyrididae). De wetenschappelijke naam van deze soort is voor het eerst geldig gepubliceerd in 1856 door Walker.
De soort komt voor in tropisch Afrika.